# 後藤由夫
後藤 由夫（ごとう よしお、1925年10月3日 - 2020年9月3日）は、日本の内科医。東北大学名誉教授。医学博士。専門は、糖尿病学。

## 経歴
山形県松嶺町（現、酒田市）生まれ。1944年旧制第二高等学校卒業。1948年東北帝国大学医学部卒業後、同医学部内科教室（教授　黒川利雄）に入局。1955年東北大学医学博士。1958-1960年米国ペンシルベニア大学医学部内科教室に留学。1968年東北大学医学部同内科助教授。1970年弘前大学医学部教授（内科第三講座）。1976年東北大学医学部教授（内科学第三講座）。1988年定年退官、東北大学名誉教授、東北厚生年金病院院長。
日本糖尿病学会会長、日本体質学会会長、日本臨床栄養学会会長、日本膵臓病学会会長、日本老年医学会会長、日本内科学会会頭、日本糖尿病協会理事長、日本臨床内科医会会長、日本動脈硬化学会会長、日本過酸化脂質学会会長、日本自律神経学会会長、日本肥満学会会長などを歴任。
河北文化賞、日本糖尿病学会ハ－ゲドーン賞、日本糖尿病学会坂口賞、日本糖尿病協会賞、日本動脈硬化学会大島賞、日本臨床栄養学会功労賞などを受賞。
2020年9月3日、多臓器不全のため死去。94歳没。

## 著書
- 『百万人のための糖尿病教室』文光堂 1974
- 『後藤由夫教授の糖尿病の本』主婦の友社 1976
- 『後藤由夫博士の糖尿病の治し方 最新版』主婦の友社 家庭の医学シリーズ 1991
- 『成人病予防のすべて 決定版!』日本放送出版協会 1995
- 『糖尿病は撃退できる』河北新報社 1995
- 『楽天知命 糖尿病とともに四十五年』医歯薬出版 1996
- 『医学と医療・総括と展望』文光堂 1999
- 『医学概論』文光堂 2004
- 『私の糖尿病50年 つぎの問題は何か』創新社 2009

### 共編著・監修
- 『Diabetes Guide Book』馬場茂明共編 世界保健通信社 1973
- 『糖尿病性神経障害』堀内光共編集 文光堂 1979
- 『糖尿病の検査』編集企画 金原出版 臨床検査mook 1984
- 『成人病検診の指針』千田通、小酒井望共編 金原出版 1985
- 『動脈硬化症の新しい診断と治療』五島雄一郎共編 医薬ジャーナル社 1985
- 『自律神経の基礎と臨床』松尾裕,佐藤昭夫共編 医薬ジャーナル社 1987
- 『動脈硬化症ハンドブック』五島雄一郎共編 医薬ジャーナル社 1989
- 『内視鏡治療手技の実際』浅木茂共編 医薬ジャーナル社 1989
- 『90年代の糖尿病の治療』共編 文光堂 1990
- 『糖尿病診療の最前線』豊田隆謙,池田義共編著 医薬ジャーナル社 1991
- 『現代の自律神経失調症』並木正義共編 新興医学出版社 1992
- 『内科診療と漢方』大塚恭男共編 医薬ジャーナル社 1992
- 『臨床医のための検査値の読み方と対策』共編 医薬ジャーナル社 1992
- 『新しい糖尿病治療薬』編 医薬ジャーナル社 1994
- 『糖尿病治療とQOL 私の診方・治し方 患者指導のエッセンス』監修 インターメディカ 1998
- 『最新情報糖尿病のすべて 合併症の予防と治療』総監修 日本放送出版協会 別冊NHKきょうの健康 1999
- 『健診で血糖値が高めですよと言われた人の本』奈良昌治共著 法研 2001
- 『健診判定基準ガイドライン』奈良昌治共編 文光堂 2003
- 『コ・メディカルのための臨床医学』編 医薬ジャーナル社 2003
- 『自律神経の基礎と臨床 改訂3版』本郷道夫共編 医薬ジャーナル社 2006
- 『千万人の糖尿病教室』編 文光堂 2006

### 翻訳
- Alexander Marble [ほか]編『ジョスリン糖尿病』豊田隆謙共監訳 広川書店 1978
- M.ベルガー, V.ヨルゲンス『糖尿病患者のためのインスリン療法の実際』監訳 中村光男訳 シュプリンガー・フェアクラーク東京 2004

## 参考資料
- 尚仁会誌（東北大学医学部第三内科同窓会誌）、後藤由夫教授退官記念特集号（1989）
- 艮陵同窓会百二十年史、東北大学医学部艮陵同窓会（1998）
- 尚仁会誌、73号（東北大学医学部第三内科同窓会誌）、（2021）